# Patinação de velocidade em pista curta nos Jogos Olímpicos de Inverno de 2014
As competições de patinação de velocidade em pista curta nos Jogos Olímpicos de Inverno de 2014 foram realizadas no Palácio de Patinação Iceberg, localizada no Parque Olímpico de Sóchi. Os oito eventos ocorreram entre 10 e 21 de fevereiro.

## Programação
A seguir está a programação da competição para os oito eventos da modalidade.
Horário local (UTC+4).
| Data            | Horário | Evento                                    |
| --------------- | ------- | ----------------------------------------- |
| 10 de fevereiro | 13:45   | 1500 m masculino – eliminatórias          |
| 10 de fevereiro | 14:30   | 500 m feminino – eliminatórias            |
| 10 de fevereiro | 15:09   | 1500 m masculino – semifinais             |
| 10 de fevereiro | 15:39   | Revezamento 3000 m feminino – semifinais  |
| 10 de fevereiro | 16:08   | 1500 m masculino – finais                 |
| 13 de fevereiro | 14:00   | 500 m feminino – quartas                  |
| 13 de fevereiro | 14:27   | 1000 m masculino – eliminatórias          |
| 13 de fevereiro | 15:14   | 500 m feminino – semifinais               |
| 13 de fevereiro | 15:35   | Revezamento 5000 m masculino – semifinais |
| 13 de fevereiro | 16:07   | 500 m feminino – finais                   |
| 15 de fevereiro | 14:00   | 1500 m feminino – eliminatórias           |
| 15 de fevereiro | 14:45   | 1000 m masculino – quartas                |
| 15 de fevereiro | 15:16   | 1500 m feminino – semifinais              |
| 15 de fevereiro | 15:46   | 1000 m masculino – semifinais             |
| 15 de fevereiro | 16:09   | 1500 m feminino – finais                  |
| 15 de fevereiro | 16:23   | 1000 m masculino – finais                 |
| 18 de fevereiro | 12:30   | 1000 m feminino – eliminatórias           |
| 18 de fevereiro | 13:17   | 500 m masculino – eliminatórias           |
| 18 de fevereiro | 13:56   | Revezamento 3000 m feminino – finais      |
| 21 de fevereiro | 19:30   | 500 m masculino – quartas                 |
| 21 de fevereiro | 19:44   | 1000 m feminino – quartas                 |
| 21 de fevereiro | 20:15   | 500 m masculino – semifinais              |
| 21 de fevereiro | 20:23   | 1000 m feminino – semifinais              |
| 21 de fevereiro | 20:46   | 500 m masculino – finais                  |
| 21 de fevereiro | 20:56   | 1000 m feminino – finais                  |
| 21 de fevereiro | 21:21   | Revezamento 5000 m masculino – finais     |

## Medalhistas
Masculino
| Evento                      | Ouro                                                                      | Prata                                                                            | Bronze                                                 |
| --------------------------- | ------------------------------------------------------------------------- | -------------------------------------------------------------------------------- | ------------------------------------------------------ |
| 500 m detalhes              | Viktor Ahn RUS Rússia                                                     | Wu Dajing CHN China                                                              | Charle Cournoyer CAN Canadá                            |
| 1000 m detalhes             | Viktor Ahn RUS Rússia                                                     | Vladimir Grigorev RUS Rússia                                                     | Sjinkie Knegt NED Países Baixos                        |
| 1500 m detalhes             | Charles Hamelin CAN Canadá                                                | Han Tianyu CHN China                                                             | Viktor Ahn RUS Rússia                                  |
| Revezamento 5000 m detalhes | Viktor Ahn Semion Elistratov Vladimir Grigorev Ruslan Zakharov RUS Rússia | Eddy Alvarez J. R. Celski Christopher Creveling Jordan Malone USA Estados Unidos | Chen Dequan Han Tianyu Shi Jingnan Wu Dajing CHN China |

Feminino
| Evento                      | Ouro                                                                               | Prata                                                                         | Bronze                                                                   |
| --------------------------- | ---------------------------------------------------------------------------------- | ----------------------------------------------------------------------------- | ------------------------------------------------------------------------ |
| 500 m detalhes              | Li Jianrou CHN China                                                               | Arianna Fontana ITA Itália                                                    | Park Seung-Hi KOR Coreia do Sul                                          |
| 1000 m detalhes             | Park Seung-Hi KOR Coreia do Sul                                                    | Fan Kexin CHN China                                                           | Shim Suk-Hee KOR Coreia do Sul                                           |
| 1500 m detalhes             | Zhou Yang CHN China                                                                | Shim Suk-Hee KOR Coreia do Sul                                                | Arianna Fontana ITA Itália                                               |
| Revezamento 3000 m detalhes | Shim Suk-Hee Park Seung-Hi Cho Ha-Ri Kim A-Lang Kong Sang-Jeong* KOR Coreia do Sul | Marie-Ève Drolet Jessica Hewitt Valérie Maltais Marianne St-Gelais CAN Canadá | Arianna Fontana Lucia Peretti Martina Valcepina Elena Viviani ITA Itália |

* Participou apenas das eliminatórias, mas recebeu medalha.

## Quadro de medalhas
| Ordem | País               | Medalha de ouro | Medalha de prata | Medalha de bronze |    | Ordem por total |
| ----- | ------------------ | --------------- | ---------------- | ----------------- | -- | --------------- |
| 1     | RUS Rússia         | 3               | 1                | 1                 | 5  | 2               |
| 2     | CHN China          | 2               | 3                | 1                 | 6  | 1               |
| 3     | KOR Coreia do Sul  | 2               | 1                | 2                 | 5  | 2               |
| 4     | CAN Canadá         | 1               | 1                | 1                 | 3  | 4               |
| 5     | ITA Itália         |                 | 1                | 2                 | 3  | 4               |
| 6     | USA Estados Unidos |                 | 1                |                   | 1  | 6               |
| 7     | NED Países Baixos  |                 |                  | 1                 | 1  | 6               |
| TOTAL | TOTAL              | 8               | 8                | 8                 | 24 | —               |